# Директива про повені
Директи́ва про по́вені — нормативно-правовий акт Європейської Унії, яким регулюється порядок оцінки та управління ризиками, пов'язаними з повенями. Директиву було прийнято 23 жовтня 2007 року Європарламентом і Радою Європейської Унії, вона набула чинности 6 листопада 2007 року.  Директива про повені, по суті, передбачає триетапну процедуру:
- Попередня оцінка ризику повеней
- Оцінка ризиків
- Плани управління ризиками повеней

## Історія створення
Події початку 90-х і 2002 року, коли найбільша за сто років повінь завдала сумарний збиток в один мільярд доларів таким державам, як Чехія, Австрія, Німеччина, Словаччина, Польща, Угорщина, Румунія та Хорватія, прискорили розробку Євросоюзом заходів з протидії такого роду стихії. Після цих подій в Раді Європи почалися роботи зі створення нормативного акту, який би регулював заходи попередження, запобігання або ліквідації наслідків повеней.
Ухваленню Директиви 2007/60/ЄС передувала розробка і затвердження ряду нормативних актів, серед яких були: Конвенція про захист Балтійського моря (HELCOM Convention), Чорноморська конвенція, Конвенція про захист північно-східній частині Атлантичного океану (OSPAR Convention) і Конвенція про охорону Середземного моря (Барселонска конвенція).

## Зміст
Перший крок: Попередня оцінка ризику повеней: Директива про повені вимагає від держав-членів залучити свої урядові відомства, агентства та інші органи до підготовки Попередньої оцінки ризику повеней. Ця оцінка повинна враховувати вплив на здоров'я та життя людей, навколишнє середовище, культурну спадщину та економічну діяльність, а законодавчий термін її завершення – грудень 2011 року.
Другий крок: Оцінка ризику: Інформація з цієї оцінки буде використана для визначення територій зі значним ризиком, які потім будуть змодельовані для створення карт небезпеки та ризику повеней. Ці карти мають бути готові до грудня 2013 року та міститимуть детальну інформацію про масштаби, глибину та рівень повеней для трьох сценаріїв ризику (висока, середня та низька ймовірність).
Третій крок: Плани управління ризиками повеней: Плани управління ризиками повеней мають на меті вказати політикам, забудовникам та громадськості характер ризику та заходи, що пропонуються для управління цими ризиками. Однак вони не є формально обов'язковими (наприклад, для планування землекористування ). Плани управління ризиками повеней мають бути завершені до грудня 2015 року. Директива про повені передбачає активну участь усіх зацікавлених сторін у цьому процесі. Плани управління мають бути зосереджені на запобіганні, захисті та готовності. Крім того, плани управління ризиками повеней повинні враховувати відповідні екологічні цілі статті 4 Директиви 2000/60/ЄС, загальновідомої як «Водна рамкова директива».

### Структура
Преамбула (Whereas, складається з п.1-25);
Глава I. Загальні положення (Chapter I General provisions) С.1-3;
Глава II. Попередня оцінка ризиків затоплення (Chapter II Preliminary flood risk assessment) С. 4-5;
Глава III. Карти небезпек від затоплення і карти ризиків затоплення (Chapter III Flood hazard maps and flood risk maps) С. 6;
Глава IV. Плани управління ризиками затоплення (Chapter IV Flood risk management plans) С. 7-8;
Глава V. Узгодження із Директивою 2000/60/ЄС, публічна інформація та консультації (Chapter V Coordination with Directive 2000/60/EC, public information and consultation) С. 9-10;
Глава VI. Заходи щодо впровадження і внесення зміни і доповнень (Chapter VI Implementing measures and amendments) С.11-12;
Глава VII. Перехідні заходи (Chapter VII Transitional measures) С. 13;
Глава VIII. Перегляди, звіти і прикінцеві положення (Chapter VIII Reviews, reports and final provisions) С.14-19.
Додаток A. Плани управління ризиками затоплення (Annex A Flood risk management plans).
I. Компоненти перших планів управління ризиками затоплення.
II. Опис імплементації плану.
Додаток В. Компоненти наступного оновлення планів управління ризиками затоплення.

### Завдання
Предметом Директиви 2007/60/ЄС є регулювання відносин державами-членами ЄС у сфері запобігання і скорочення негативних наслідків повеней в постраждалих районах, а також розробки плану управління ризиками, пов'язаними зі стихійним лихом. Зусилля держав-членів ЄС повинні бути спрямовані на пропорційний розподіл обов'язків, заходів, що стосуються управління ризиками повеней, повинні бути застосовані спільно для загального блага. При цьому стаття 1 говорить, що метою цієї Директиви є розробка плану заходів з оцінки та управління ризиками повеней, спрямованого на скорочення негативних наслідків для здоров'я людей, навколишнього середовища, культурної спадщини та економічної діяльності, викликаних повенями в Співтоваристві (Євросоюзі).

## Імплементація
Директива про повені була транспонована до законодавства Північної Ірландії у листопаді 2009 року та називається «Правила щодо водного середовища (Директива про повені) (Північна Ірландія) 2009 року».

### Україна

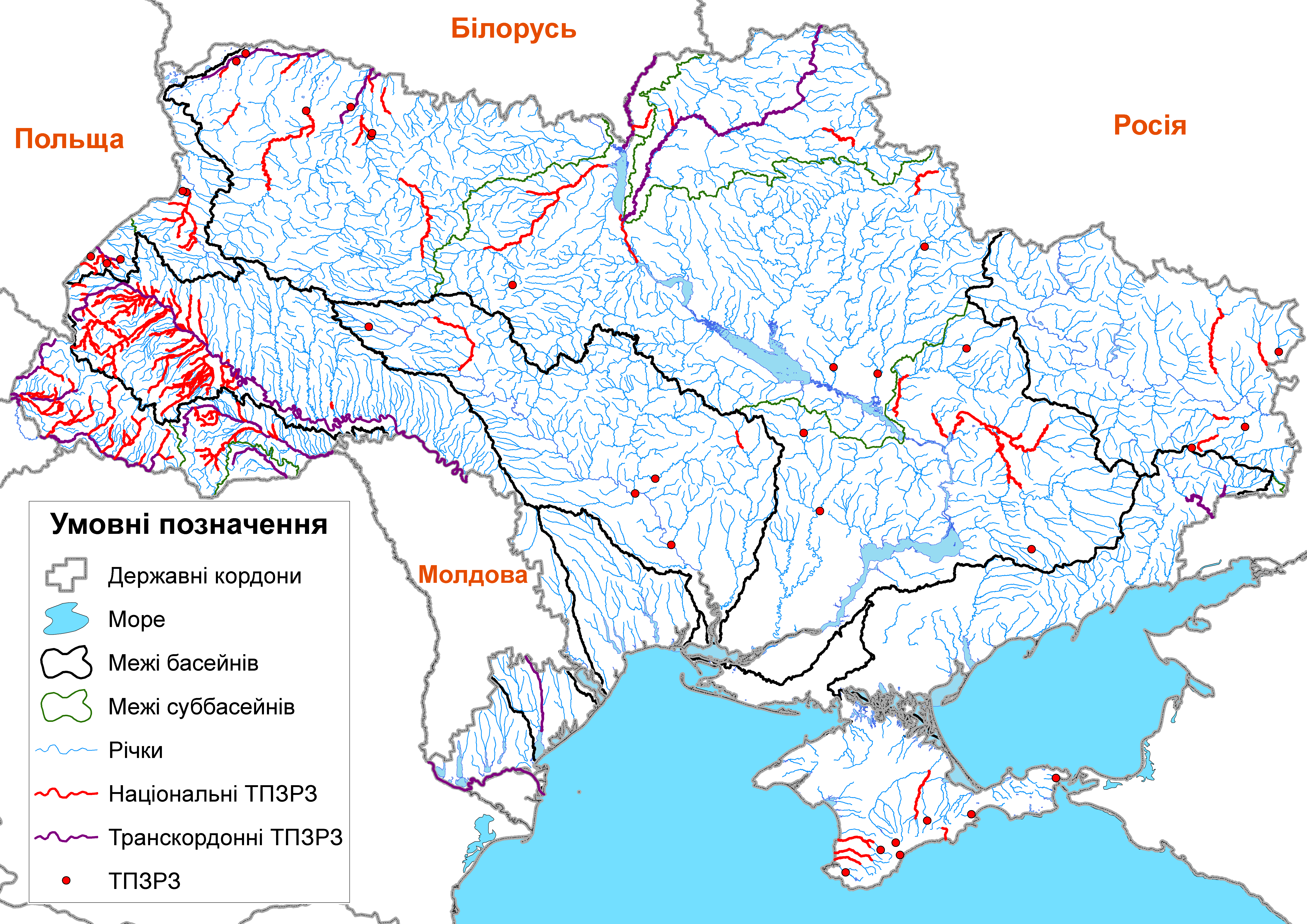
Територій, які мають потенційно значні ризики затоплення у районах річкових басейнів України

Після підписання (21 березня 2014 року (Політична частина) та 27 червня 2014 року (Економічна частина) та ратифікації (16 вересня 2014 року (синхронно з Європарламентом)) Україною Угоди про асоціацію з Європейський Союзом для України почалась процедура її імплементації. Остаточно Угода набрала чинності 1 вересня 2017 року, після того як 11 липня 2017 року Рада ЄС ухвалила остаточне рішення про укладення Угоди про асоціацію з Україною від імені Європейського Союзу. З того часу Україна почала покроково впроваджувати передбачені угодою положення. У жовтні 2016 року, відповідно до статті 3 Директиви 2007/60/ЄС, прийняті зміни до Водного кодексу України. Визначені компетентні органи (ДСНС, Мінприроди, Держводагентство). У жовтні 2017 Кабінетом міністрів України розроблені кроки впровадження Директиви 2007/60/ЄС, які прописані в Плані заходів з виконання Угоди про асоціацію між Україною, з однієї сторони, та Європейським Союзом, Європейським співтовариством з атомної енергії і їхніми державами-членами, з іншої сторони. Державна служба України з надзвичайних ситуацій на своєму сайті висвітлює результати Впровадження Директиви 2007/60/ЄС Європейського Парламенту та Ради від 23 жовтня 2007 року про оцінку та управління ризиками затоплення [Архівовано 27 березня 2019 у Wayback Machine.].

#### Календар подій пов'язаних із впровадженням Директиви 2007/60/ЄС
04.10.2016 — Закон України від 04.10.2016 № 1641-VIII Про внесення змін до деяких законодавчих актів України щодо впровадження інтегрованих підходів в управлінні водними ресурсами за басейновим
25.10.2017 —  Постанова Кабінету міністрів України від 25 жовтня 2017 р. № 1106 "Про виконання Угоди про асоціацію між Україною, з однієї сторони, та Європейським Союзом, Європейським співтовариством з атомної енергії і їхніми державами-членами, з іншої сторони [Архівовано 27 березня 2019 у Wayback Machine.]"
Впровадження Директиви 2007/60/ЄС здійснюється відповідно до пунктів:
- 1713. Удосконалення законодавства України щодо оцінки та управління ризиками затоплення внаслідок паводків;
- 1743. Забезпечення проведення попередньої оцінки ризиків затоплення;
- 1777. Впровадження планів управління ризиками затоплення;

17.01.2018 — Наказ Міністерства внутрішніх справ України від 17.01.2018  № 30 "Про затвердження Методики попередньої оцінки ризиків затоплення [Архівовано 14 січня 2019 у Wayback Machine.]".
28.02.2018 — Наказ Міністерства внутрішніх справ України від 28.02.2018  № 153 "Про затвердження Методики розроблення карт загроз і ризиків затоплення [Архівовано 15 січня 2019 у Wayback Machine.]".
23.03.2018 — Наказ ДСНС України від 23.03.2018  № 191 "Про створення міжвідомчої комісії та затвердження плану заходів [Архівовано 3 березня 2019 у Wayback Machine.]". 1. Створено міжвідомчу комісію з імплементації Директиви 2007/60/ЄС від 23 жовтня 2007 р. про оцінку та управління ризиками затоплення, затверджено її персональний склад. 2. Затверджено План виконання заходів з імплементації Директиви 2007/60/ЄС Європейського Парламенту та Ради від 23 жовтня 2007 р. про оцінку та управління ризиками затоплення на 2018 — 2020 роки.
04.04.2018 — Постанова Кабінету міністрів України від 4 квітня 2018 р. № 247 "Про затвердження Порядку розроблення плану управління ризиками затоплення [Архівовано 14 грудня 2018 у Wayback Machine.]".
31.04.2018 — У рамках підготовки першого циклу Планів управління ризиками затоплення територій районів річкових басейнів України, виконана Попередня оцінка ризиків затоплення [Архівовано 27 березня 2019 у Wayback Machine.]

#### Попередня оцінка ризиків затоплення
Попередня оцінка ризиків затоплення проведена Українським гідрометеорологічним інститутом ДСНС України та НАН України, спільно з Українським гідрометеорологічним центром ДСНС України, Департаментом запобігання надзвичайним ситуаціям ДСНС України та Держводагентством України, за підтримки проекту ЄС «Підтримка України в апроксимації законодавства ЄС в сфері навколишнього середовища [Архівовано 27 березня 2019 у Wayback Machine.]» відповідно до Методики попередньої оцінки ризиків затоплення [Архівовано 14 січня 2019 у Wayback Machine.] для території дев’яти районів басейнів річок України.